# Onyxmarmor

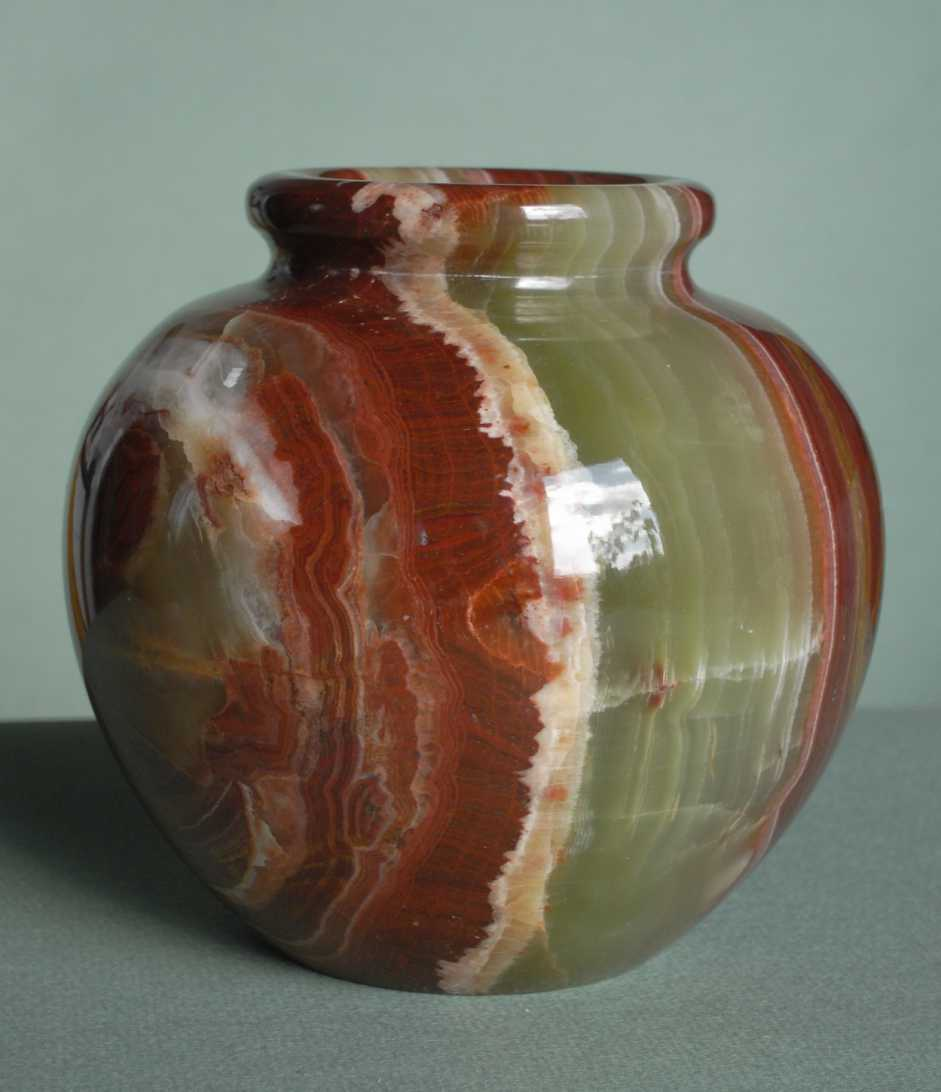
Vase aus Onyxmarmor, Pakistan

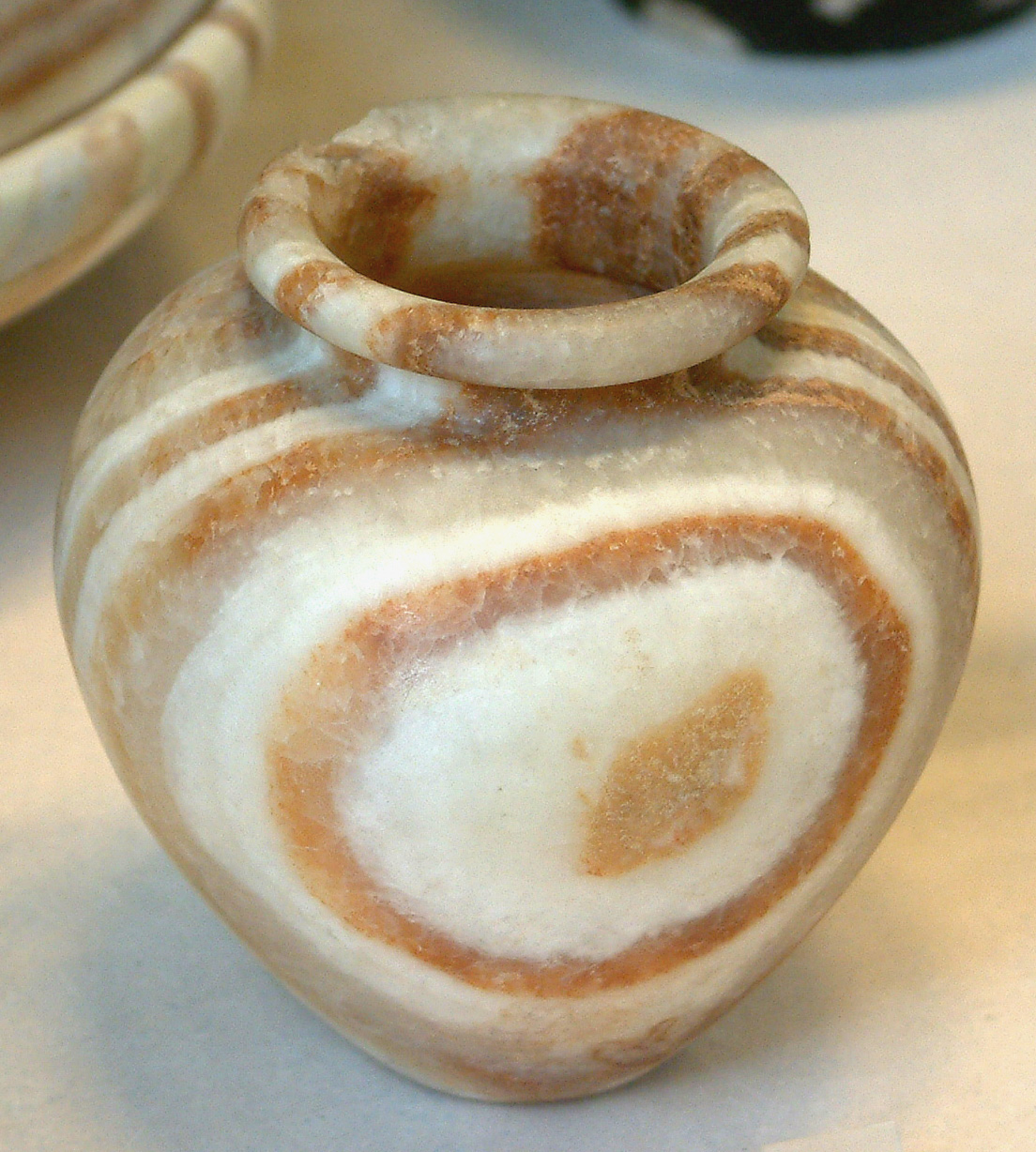
Vase aus ägyptischem Onyxmarmor (Louvre, Paris)

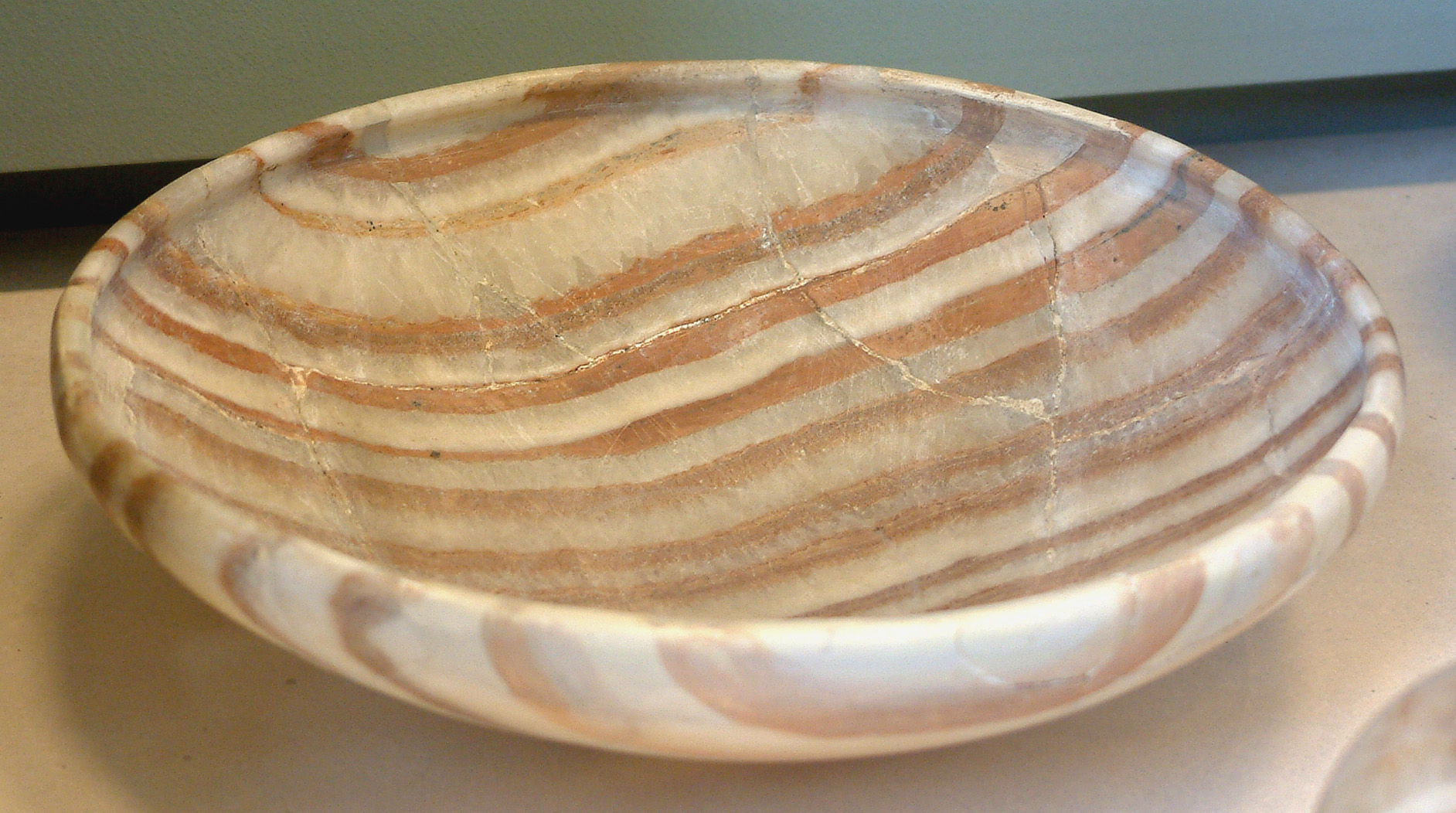
Schale aus ägyptischem Onyxmarmor (Louvre, Paris)

Die Bezeichnung Onyxmarmor (gelegentlich auch verkürzt „Onyx“) wird auf bestimmte Kalksteine (Sedimentgestein) angewendet und leitet sich von deren Erscheinungsbild ab. Aus petrografischem Blickwinkel betrachtet ist sie doppelt irreführend, da es sich weder um Marmor noch um Onyx handelt; bei Verarbeitern und in der Kunst hat sich dieser Terminus aber fest eingebürgert.
Petrografisch ebenfalls nicht zutreffend ist die Bezeichnung „Alabastermarmor“, oft auch verkürzt „Alabaster“, die sich beispielsweise im Bereich der Archäologie verfestigt hat.

## Begriffserläuterung
Bei dieser Gesteinsgruppe handelt es sich um Kalksinter (Süßwasserkalk), die sich durch das Ausfallen feinster Kalkteilchen aus Quellwasser, unterirdischen Süßwasserläufen (in Karstgebieten) oder durch Sickerwasser in Kalklagerstätten mit natürlichen Hohlräumen gebildet haben. Teilweise entstehen kryptokristalline (amorph erscheinend) oder ausgesprochen kristalline Sinterkalke. In der Geologie werden Gesteine dieser Art auch als quartäre Kalke (Erdzeitalter Quartär) oder Quellkalke bezeichnet. Einige wenige Vorkommen sind bereits vor dem Quartär entstanden.
Onyxmarmore bestehen aus den Mineralien Calcit oder Aragonit. Beides sind Modifikationen der chemischen Verbindung Calciumcarbonat. Es handelt sich um nichtmarine (deshalb Süßwasserkalk), chemische Sedimente.
Im Prinzip gehören auch die Tropfsteine (Stalaktiten, Stalagmiten), sofern sie aus Kalk bestehen, dazu. In der Vergangenheit wurden diese Naturschönheiten in kleinem Umfang aus bestimmten Höhlen gewonnen und zu Dekorations- bzw. Schmuckzwecken verarbeitet. Weil diese säulenartigen Vorkommen im Abbau nur kleine Rohstücke ermöglichen, die Vorräte relativ gering sind und sich ein Naturschutzbewusstsein bereits im 19. Jahrhundert auf diesem Sektor verbreitete, kamen neuzeitliche Anwendungen nur sehr begrenzt in Frage. Die meist ringförmige Struktur im Querschnitt schränkt die Verwendungsmöglichkeiten stark ein. Heute versteht es sich von selbst, dass Höhlen wegen dieses "Rohstoffs" nicht mehr geplündert werden.
Die meisten Onyxmarmore haben die Eigenschaft, dass sie im Licht sehr transparent sind und deshalb eine interessante Wirkung erzielen können. Aus diesem Grund wurden sie z. B. im Dom von Orvieto als Kirchenfenster verwendet. Periodisch abgelagerte mineralische Verunreinigungen ergeben zusätzlich oft im Querschnitt (gdL – gegen das Lager) sehr attraktive Bänderungen. In den meisten Fällen handelt es sich dabei um Einlagerungen aus Verbindungen des zwei- und dreiwertigen Eisens.
Onyx im geologischen Sinne ist eine Varietät des Quarzes, der bei der Bildung von Onyxmarmor nicht beteiligt ist.
Marmor im geologischen Sinne ist ein metamorpher Kalkstein. Weil Marmor aber als Kulturwort auch für alle polierbaren Kalksteine seit dem Altertum in Verwendung ist und häufig eine dem echten Onyx ähnliche zu beobachtende Bänderung auftritt, hat sich der Begriff Onyxmarmor bei den Verarbeitern, den Händlern und in der Kunst verfestigt.
Die Bezeichnung „Alabastermarmor“ ist aus petrografischer Sicht ebenso falsch, bezieht sich aber auf das vergleichbare optische Erscheinungsbild von richtigem Alabaster. Die Verwendung dieses Begriffes lässt sich in der Literatur etwa zweihundert Jahre zurückverfolgen. Als Alabaster versteht man korrekterweise ein Gestein, das aus dem Mineral Gips (Calciumsulfat) besteht.
Weitere gebräuchliche Termini sind Kalkonyx, Calcit-Alabaster, Bandmarmor, Aragonitmarmor oder Marmoronyx.
Diese Beispiele zeigen, wie Gesteinsbezeichnungen im Bereich von Natursteinanwendungen stark von kulturellen und ästhetischen Einflüssen abhängig sind. Solche Termini sind dabei nicht nur auf das Natursteingewerbe begrenzt, sondern finden sich auch in vielen seriösen kulturhistorischen und kunstwissenschaftlichen Zusammenhängen wieder.

### Fremdsprachige Bezeichnungen

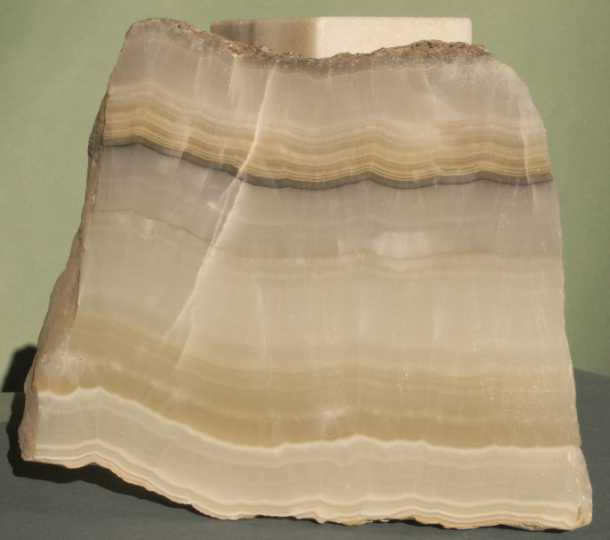
Onyxmarmor aus Algerien

Englisch: onyx marble, fresh water limestone, cave onyx; französisch: onyx calcaire; italienisch: onice, stalattite, alabastro fiorito, alabastro; spanisch: alabastro calizo; portugiesisch: estalactite, concreção calcária, onix; russisch: натечный кальцит; tschechisch: onix, vapenný sintr; polnisch: onyx, kalcyt naciekowy, inkrustacja węglanem wapnia; ungarisch: mészlerakódás; rumänisch: Concreţiune calcaroasă; slowakisch: ónyxový mramor, ónyx.

## Modifikationen

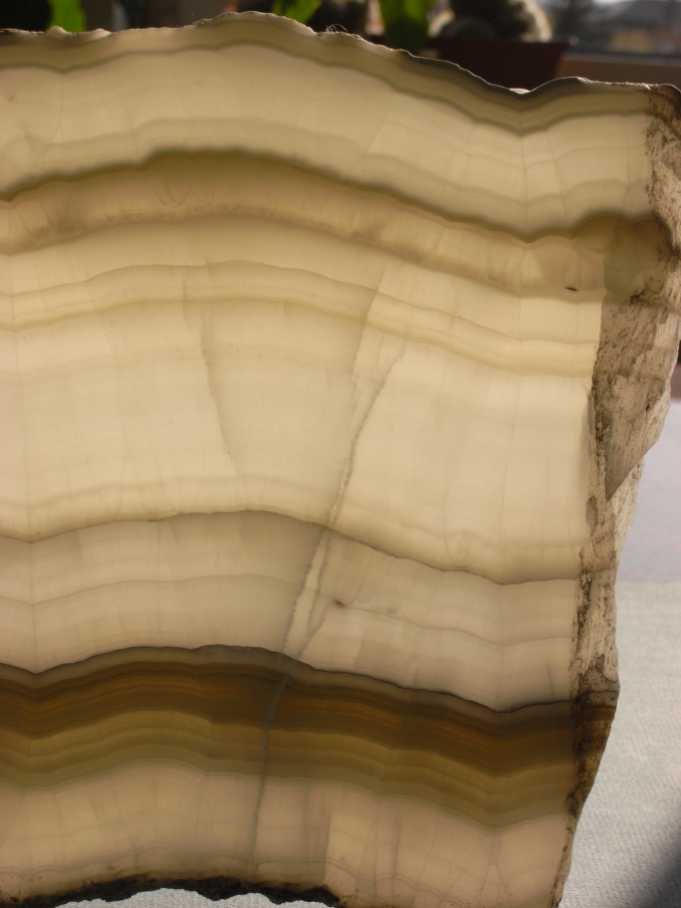
Transparenz von Onyxmarmor im Gegenlicht, Plattenstärke 17 mm

Die kryptokristallinen Sorten der Onyxmarmore sind jene mit der größten Lichtdurchlässigkeit. Zahlreiche Varietäten lassen noch bei einer Materialstärke von drei Zentimetern im Licht eine deutliche Transparenz erkennen.
Die Vielfalt an Bänderungen ist bei zahlreichen Sorten sehr groß. Häufige Farben sind Weiß, Gelb, Orange, Rot und Grün, in allen denkbaren Abstufungen. Als besonders attraktiv werden jene Vorkommen angesehen, die durch wechselnde Mineraleinlagerungen ein mehrfarbiges Bild ergeben.
Beim Anschnitt mit dem Lager (mdL) – also in der Ebene der Sedimentation – ergeben sich mitunter bizarre knollige oder korallenartige Strukturen, die besonders dann attraktiv wirken, wenn es ein differenziertes Farbspiel gibt.
Die erkennbar kristallinen Onyxmarmore zeigen beim Anschnitt gegen das Lager (gdL) – also senkrecht zur Ebene der Sedimentation – meist lange schlanke und spitz auslaufende Kristalle. Diese stellen eine Modifikation des Kalkes dar, in der Mineralogie Aragonit genannt. Die eventuell vorhandene Bänderungen verlaufen in einem Winkel von etwa 90 Grad zur Längsachse der Aragonitkristalle und kennzeichnen somit die Sedimentationsebene. Die häufigsten Färbungen liegen zwischen hellgelben, bräunlichen und rötlichen Tönen.

## Lagerstätten
Lagerstätten von Onyxmarmoren (Kalksinter) finden sich weltweit in zahlreichen Regionen. Meist sind sie mit Travertinvorkommen verbunden, weil Travertine in ähnlicher Weise entstehen. Trotzdem stellen sie eine eigenständige Gesteinsgruppe dar.
Die stratigraphische Einordnung ist keinesfalls einheitlich. Allgemein wird bei Onyxmarmoren von quartären Bildungen gesprochen. Das trifft auch für einige Vorkommen zu.
Eine typische Lagerstättenform stellen nestartige bzw. kavernöse (lokale Hohlräume) Einlagerungen in Kalkstein- bzw. Travertinvorkommen dar. Sie ermöglichen den Abbau von nur geringen Quantitäten. Häufig sind auch dünne Bänke mit einer Stärke von wenigen Dezimetern zu beobachten. Hier können für die Verarbeitung nur flache Rohblöcke gewonnen werden.
Nur wenige Lagerstätten der Welt weisen große Bankmächtigkeiten auf, die den Abbau von großen Blöcken und damit die Herstellung großer gesägter Rohtafeln ermöglichen. In vielen Lagerstätten besteht eine Mischung von Kalksinter und normalem Kalk/Travertin. Das verringert die optische Attraktivität des Onyxmarmors oder verursacht eine natürliche mechanische Instabilität. Risse und leicht brechende Werkstücke sind deren Folge. Aus diesem Grund muss beim Abbau sehr viel Material aussortiert werden – wodurch die Endprodukte ihren hohen Verkaufspreis erhalten – oder die Rohprodukte werden mit einem speziellen Kunstharz gefestigt.

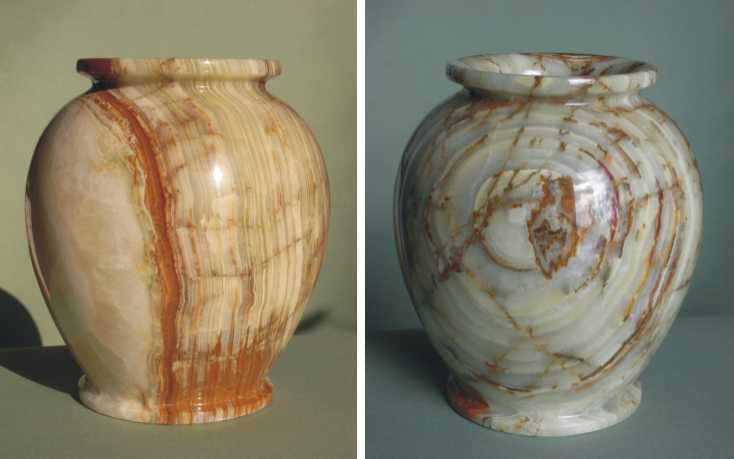
Wechselndes Bänderbild von Onyxmarmor.

In der Anwendungsgeschichte von Onyxmarmor sind neben einigen größeren Lagerstätten auch zahlreiche kleine Vorkommen genutzt worden, die durch den Abbau heute nicht mehr vorhanden sind. Nachfolgend finden sich einige Angaben zu Lagerstätten mit einer gewissen Bedeutung:

### Afrika
- Ägypten, Wadi Sannur bei Beni-Souef
- Ägypten, Bosra-Wadi bei Assiut
- Algerien, bei Nédroma und Hadjadja in der Provinz Tlemcen
- Algerien, bei Bou-Hanifia in der Provinz Oran

### Amerika
- Mexiko, keine näheren Angaben
- Argentinien, in der Provinz San Luis
- Brasilien, keine näheren Angaben

### Asien
- Iran, bei Dehkharegan nahe Maragha am Urmia-See
- Pakistan, im Chagai-Gebirge in der Provinz Baluchistan
- Türkei, Harmandali bei Akhisar in der Provinz Manisa

### Europa
- Deutschland, Böttingen auf der Schwäbischen Alb
- Frankreich, bei Amélie-les-Bains-Palalda im Dep. Pyrénées-Orientales
- Italien, bei Albino im Val Seriana in der Region Bergamo
- Italien, bei Duino im Triester Karst
- Italien, bei Laas in Südtirol
- Slowakische Republik, bei Levice
- Slowenien, bei Gorjansko im Slowenischen Karst
- Tschechische Republik, im Karlsbader Quellgebiet, Nordböhmen
- Österreich, Steiermark in Maria Buch

## Galerie

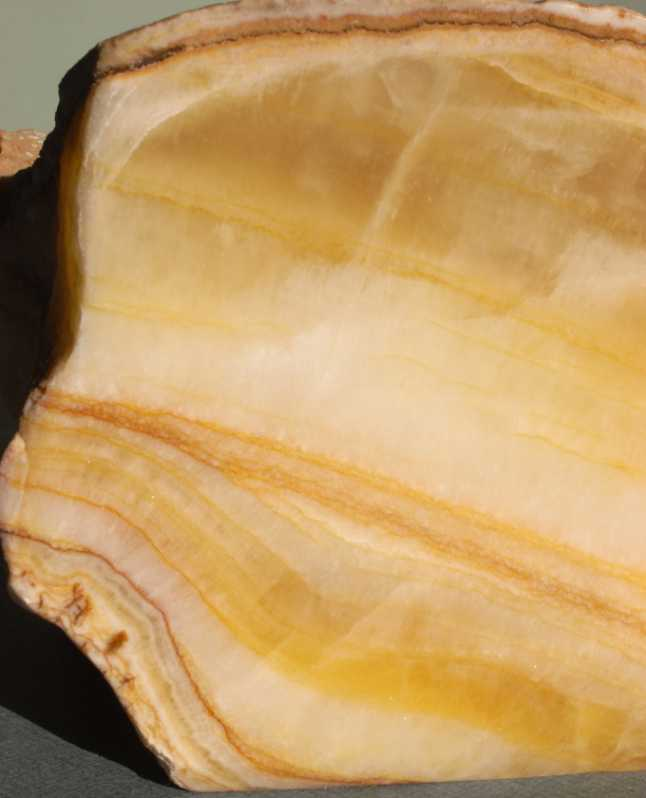
Onyxmarmor Zlatý ónyx aus Levice (SK).
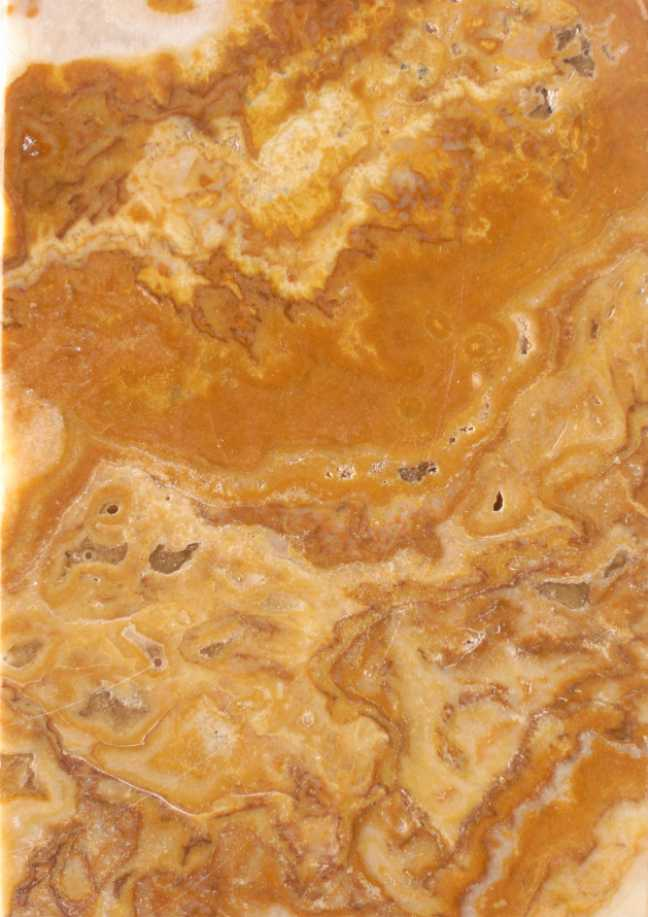
Onyxmarmor Zlatý ónyx aus Levice (SK).
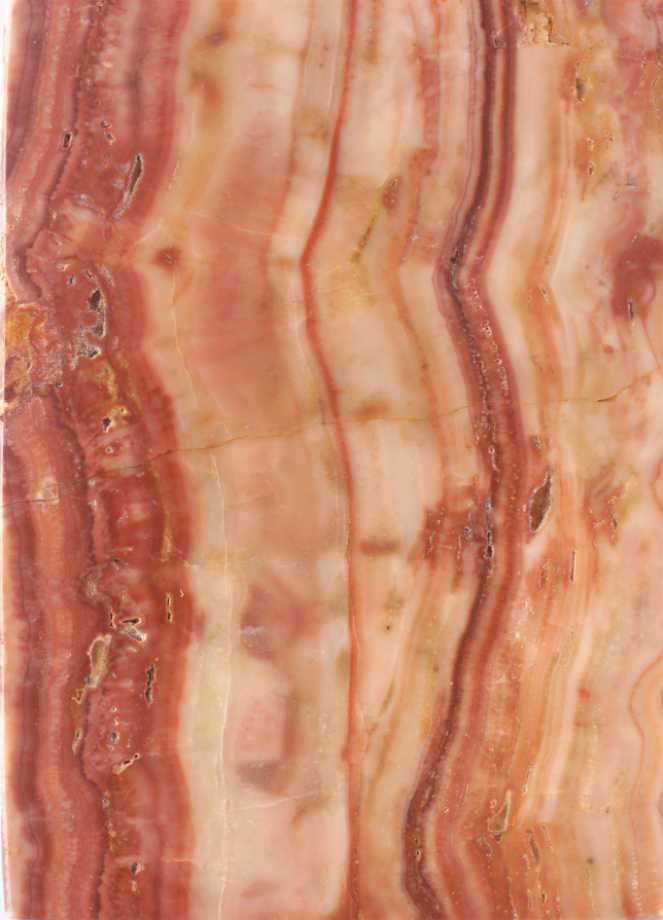
Böttinger Bandmarmor aus Böttingen/BW (D).
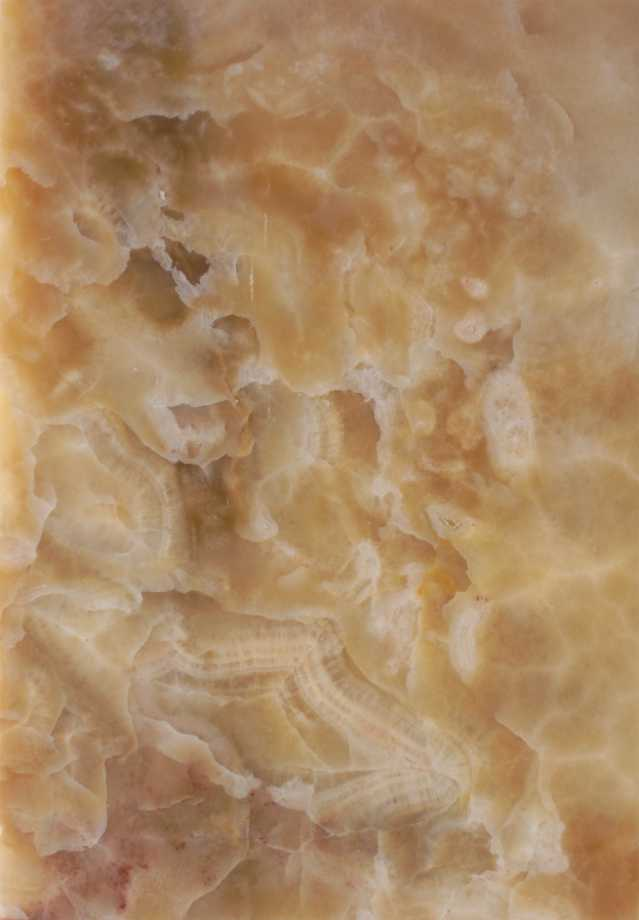
Onyxmarmor Akhisar Onyx Honey aus der Region Akhisar (TR).
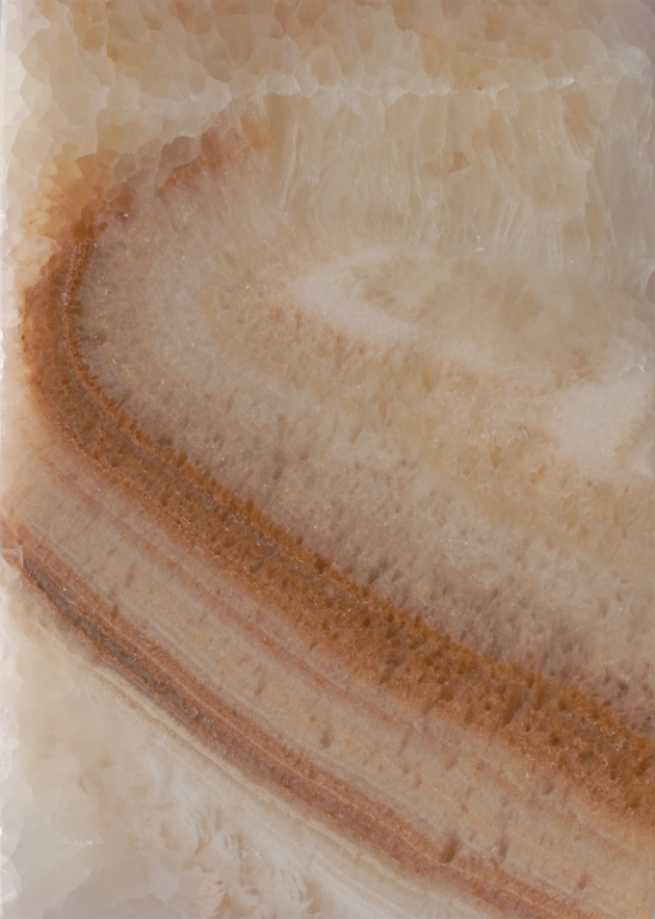
Onyxmarmor Akhisar Onyx Red/White aus der Region Akhisar (TR).
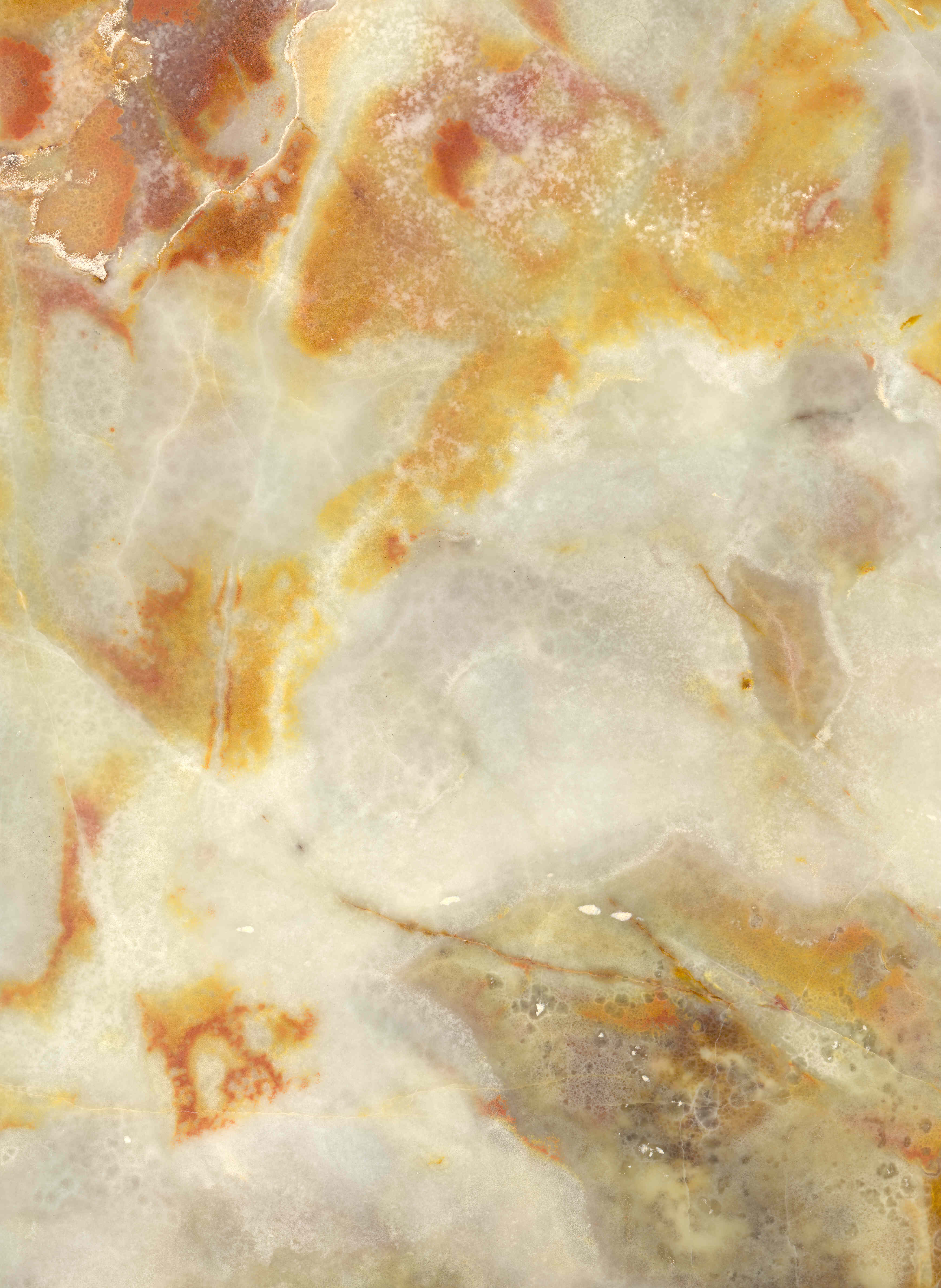
Onyxmarmor Buthag aus Pakistan (ca. 22×15 cm).
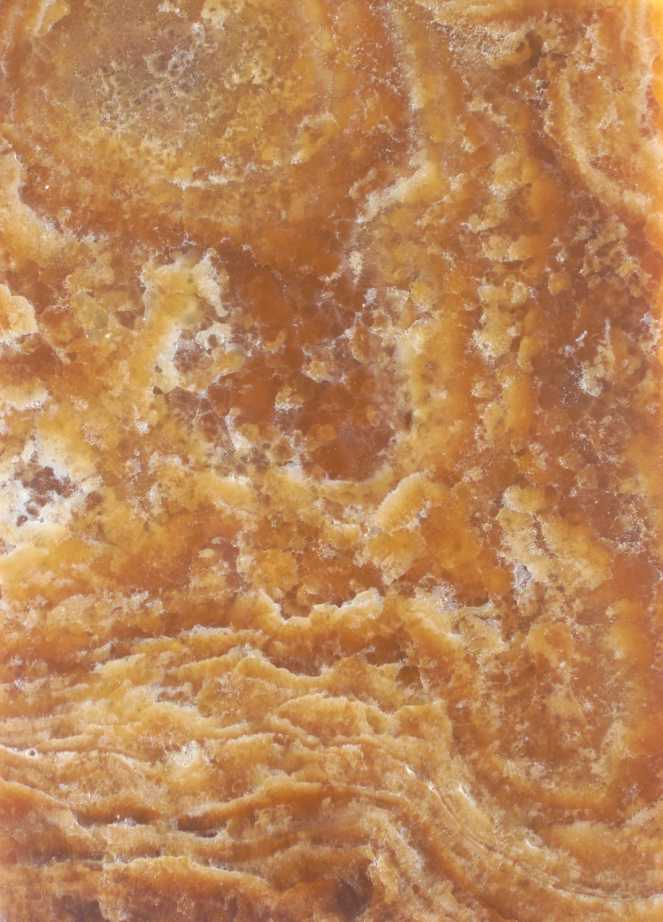
Onyxmarmor aus der Region Tlemcen (DZ).
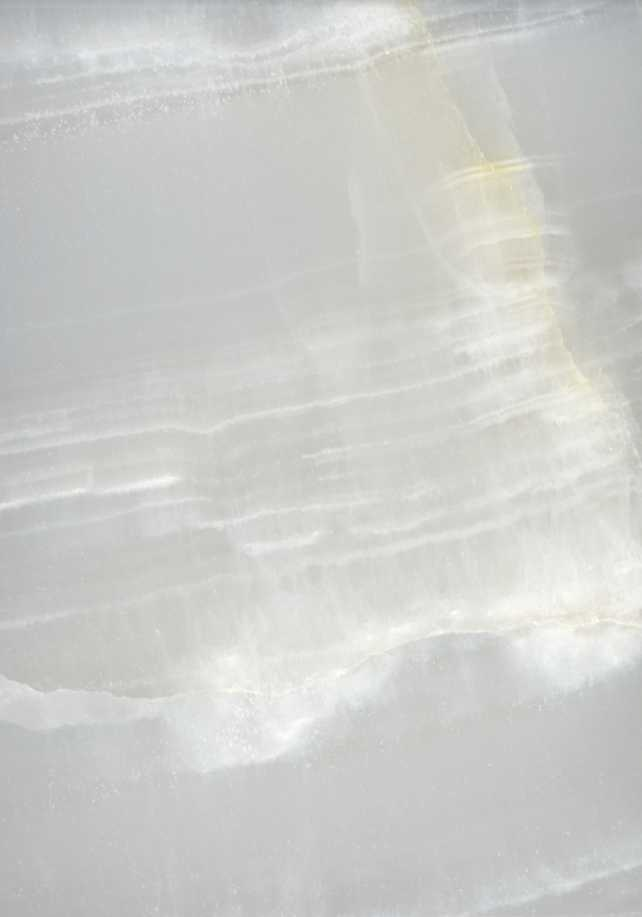
Onyxmarmor Yazd aus der Region Yazd (IR).